# Тиммендорфер-Штранд
Тиммендорфер-Штранд (нем. Timmendorfer Strand) — община в Германии, в земле Шлезвиг-Гольштейн.
Входит в состав района Восточный Гольштейн. Население составляет 8976 человек (на 31 декабря 2010 года). Занимает площадь 20,12 км².

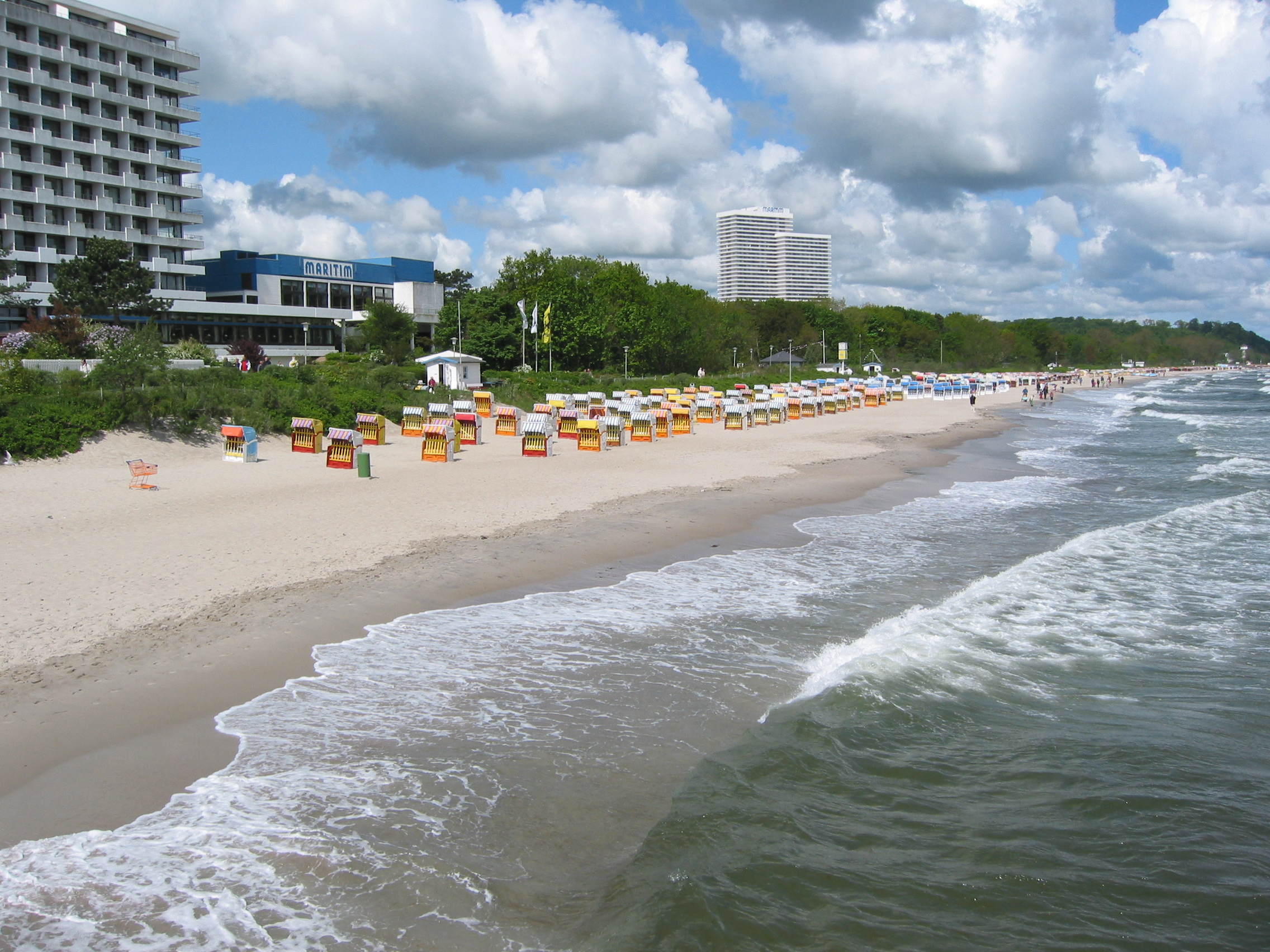
Тиммендорфер-Штранд